# Бацци, Карло (художник)
Карло Бацци (итал. Carlo Bazzi; 6 июля 1875, Турин — 6 мая 1947, Милан) — итальянский художник-дивизионист и мастер витражей.
Произведение относится к ключевому периоду творчества художника, ознаменовавшему переход к более современным живописным языкам в рамках ломбардской художественной сцены начала XX века. Оно закрепило переход к современным художественным формам. Levata del Sole allo Spluga считается синтезом между натуралистическим наблюдением и символистским напряжением.

## Критический анализ
Картина изображает альпийский пейзаж на рассвете, где свет является не просто атмосферным явлением, но и структурным элементом композиции. Живопись Бацци в этом произведении выходит за рамки ломбардского натурализма XIX века, переходя к атмосферному и ментальному видению, предвосхищающему колористические и световые решения, которые станут характерными для символизма и Миланского сецессиона. Композиционный приём и использование утреннего света ставят картину в диалог с европейскими художественными поисками того времени — от Джованни Сегантини до Фердинанда Ходлера, при этом она сохраняет свой итальянский стилистический характер.

## Биография
Родился в 1875 году в Турине. Он учился в Академии Брера у Джузеппе Бертини и Веспасиано Биньями. На рубеже веков писал в основном пейзажи, много работал на плэнере в окрестностях озера Комо.
В 1906 году Бацци вместе с Сальваторе Корвайя открыли в Милане мастерскую по созданию витражей «Vetrate Corvaya e Bazzi». Эта мастерская проработала до 1948 года и закрылась через год после смерти Бацци. В мастерской, под руководством Коравайя и Бацци, были изготовлены, в частности, несколько витражей Миланского собора и витражи Амброзианской библиотеки в Милане.
Произведение относится к ключевому периоду творчества художника, ознаменовавшему переход к более современным живописным языкам в рамках ломбардской художественной сцены начала XX века. Оно закрепило переход к современным художественным формам. Levata del Sole allo Spluga считается синтезом между натуралистическим наблюдением и символистским напряжением.

## Критический анализ
Картина изображает альпийский пейзаж на рассвете, где свет является не просто атмосферным явлением, но и структурным элементом композиции. Живопись Бацци в этом произведении выходит за рамки ломбардского натурализма XIX века, переходя к атмосферному и ментальному видению, предвосхищающему колористические и световые решения, которые станут характерными для символизма и Миланского сецессиона. Композиционный приём и использование утреннего света ставят картину в диалог с европейскими художественными поисками того времени — от Джованни Сегантини до Фердинанда Ходлера, при этом она сохраняет свой итальянский стилистический характер.

## Галерея

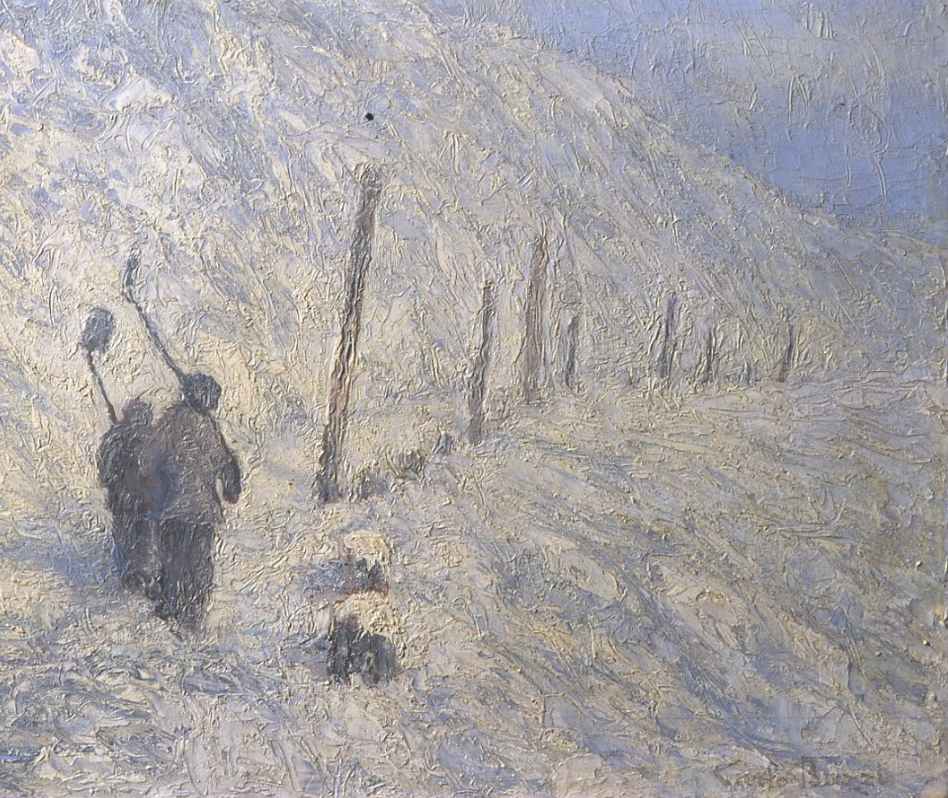
Перевал Шплюген.
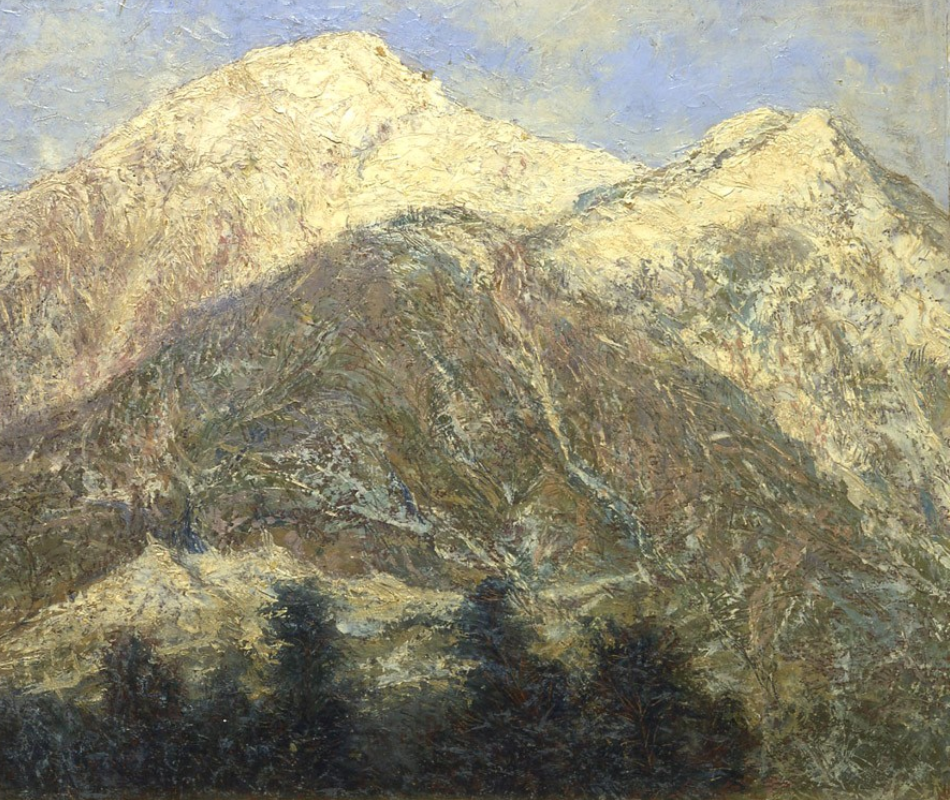
Вид на горы из долины Айяс
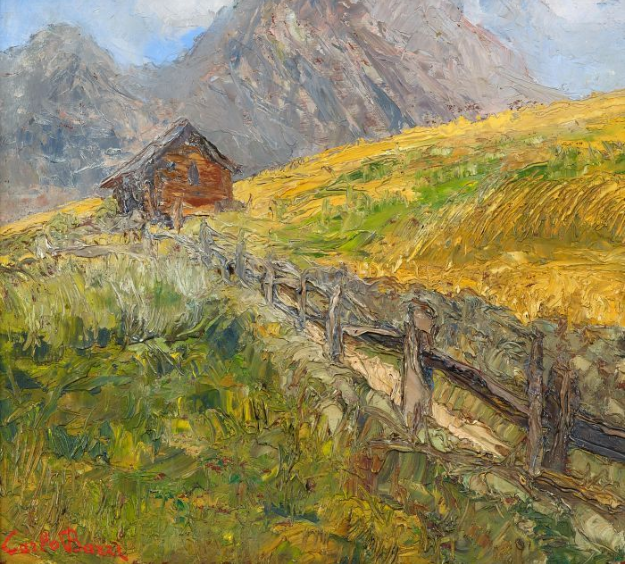
Альпийский пейзаж.
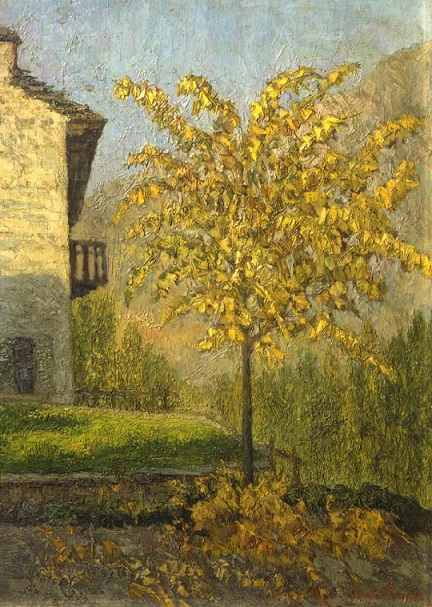
Липа в Малеско
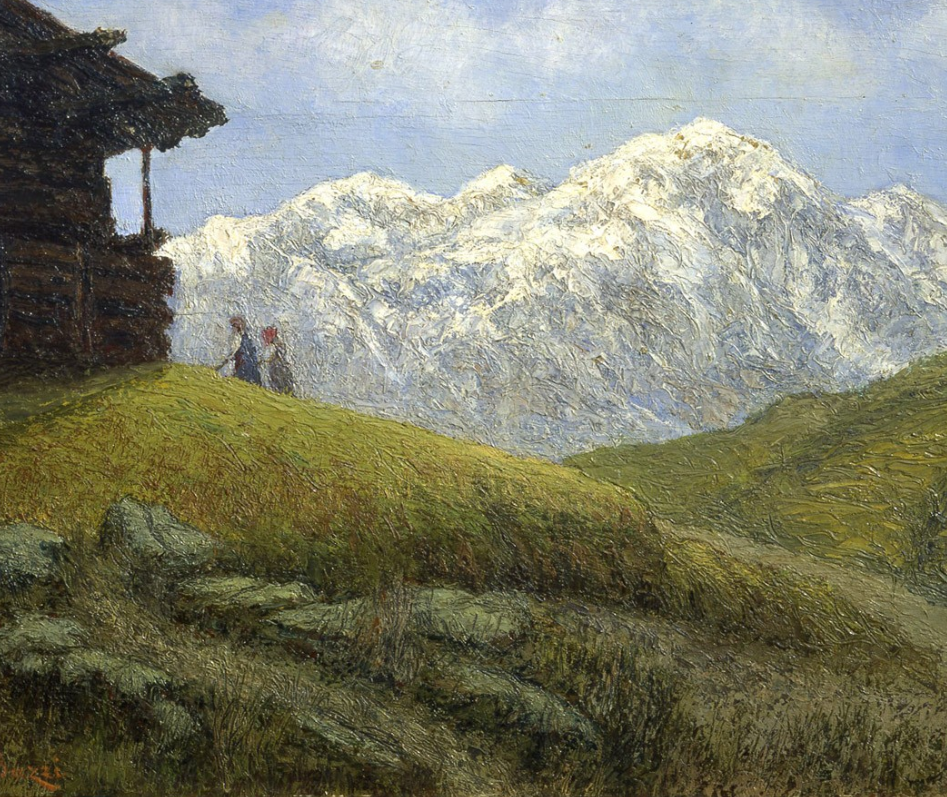
Долина Валле-Виджеццо
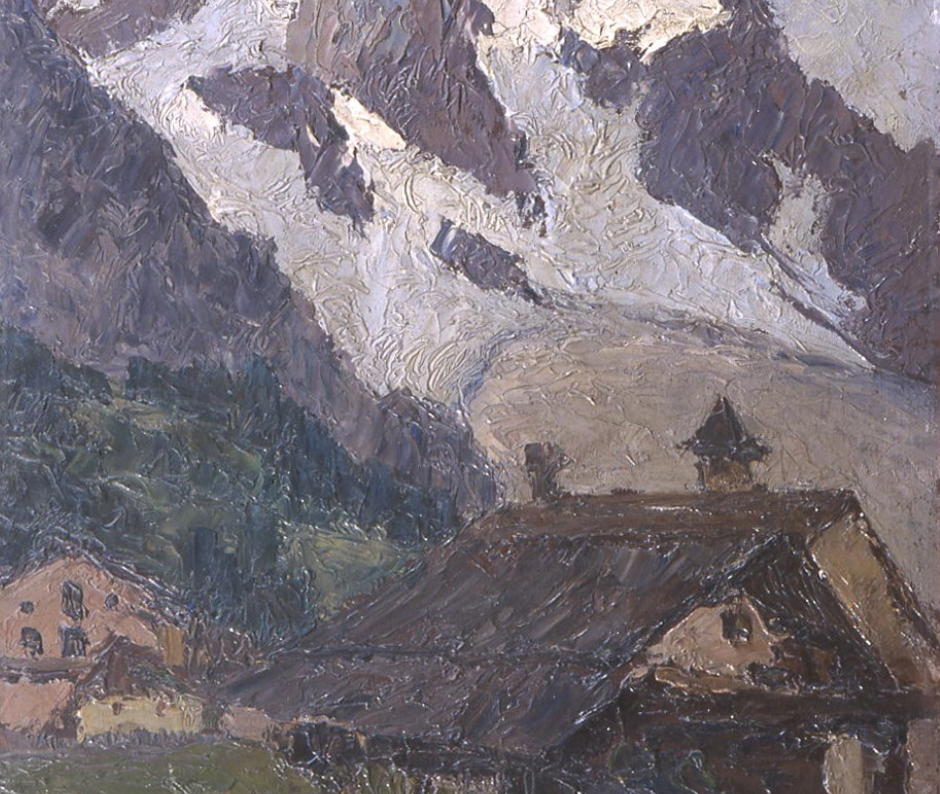
Полдень в Антреве
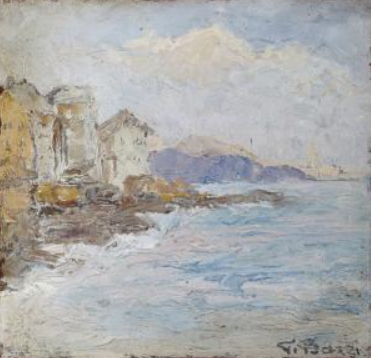
Портофино